# NORN9 노른+노넷
《NORN9 노른+노넷》(NORN9 ノルン+ノネット)는 오토메이트가 제작한 여성향 연애 시뮬레이션 게임이다.

## 개요
「노른」이라고 불리는 거대한 비행선으로 여행을 떠나는 소년소녀 이야기. 주인공을 비롯한 노른 승선자들은 모두 「특수한 능력」을 갖고 있고, 또 9명의 공략 캐릭터 전원을 공략해 끝마치면 주인공 스즈하라 소우타가 타임슬립한 수수께끼를 알 수 있다. 2014년 3월 2일에 개최된 단독 이벤트 「NORN9 Ark & for Spica」에서 애니메이션화와 PS Vita에의 이식이 발표되었다. 2014년 12월에 본작의 PS Vita 이식판 『NORN9 VAR COMMONS』(노른 발 코몬즈), 2014년 4월에 FD 『NORN9 LAST ERA』(노른 라스트 이라)의 발매, 동년 10월에 『NORN9 VAR COMMONS for iOS & Android』(2015년 12월 17일의 업데이트에 의해 앱명이 현재의 이름으로 변경)가 전달. 또, 2016년 1월부터 3월까지 TV 애니메이션이 방영되어, 10월 6일에 FD 『NORN9 ACT TUNE』(노른노넷 액트 튠)이 발매되었다. 2018년 9월에 본작인 Vita 이식판과 라스트 엘라를 하나로 한 『NORN9 LOFN for Nintendo Switch』(노룬노넷 로븐 포 닌텐도 스위치)가 닌텐도 스위치에서 발매될 예정이다. 또, 동년 10월에 무대화하는 일도 발표했다.